# Новое Приречье
Новое Приречье — деревня в Братском районе Иркутской области России. Входит в состав Прибрежнинского сельского поселения. Находится на левом берегу реки Ия, примерно в 117 км к юго-юго-западу (SSW) от районного центра, города Братска, на высоте 425 метров над уровнем моря.

## Население
По данным Всероссийской переписи, в 2010 году численность населения деревни составляла 335 человек (169 мужчин и 166 женщин).

## Улицы
Уличная сеть деревни состоит из 3 улиц и 1 переулка.